# Scott R. Fisher
Scott Ray Fisher (Kodiak, 1967) è un effettista statunitense, vincitore di due Premi Oscar ai migliori effetti speciali.

## Biografia
Scott Ray Fisher è nato a Kodiak nel 1967. Ha iniziato a lavorare come effettista nel film Faccia di rame nel 1989. Nel 2015, ha vinto il Premio Oscar ai migliori effetti speciali per Interstellar di Christopher Nolan. Nel 2021, ha vinto il suo secondo Oscar per Tenet. 

## Filmografia

### Cinema
- Faccia di rame (Renegades), regia di Jack Sholder (1989)
- Atto di forza (Total Recall), regia di Paul Verhoeven (1990)
- Programmato per uccidere (Marked for Death), regia di Dwight H. Little (1990)
- Terminator 2 - Il giorno del giudizio (Terminator 2: Judgement Day), regia di James Cameron (1991)
- L'ultimo dei Mohicani (The Last of the Mohicans), regia di Michael Mann (1992)
- Last Action Hero - L'ultimo grande eroe (Last Action Hero), regia di John McTiernan (1993)
- True Lies, regia di James Cameron (1994)
- Batman Forever, regia di Joel Schumacher (1995)
- Titanic, regia di James Cameron (1997)
- Giorni contati - End of Days (End of Days), regia di Peter Hyams (1999)
- Supernova, regia di Walter Hill (2000)
- A.I. - Intelligenza artificiale (A.I. Artificial Intelligence), regia di Steven Spielberg (2001)
- Minority Report, regia di Steven Spielberg (2002)
- Men in Black 3, regia di Barry Sonnenfeld (2002)
- Hulk, regia di Ang Lee (2003)
- Van Helsing, regia di Stephen Sommers (2004)
- The Terminal, regia di Steven Spielberg (2004)
- Lemony Snicket - Una serie di sfortunati eventi (Lemony Snicket's A Series of Unfortunate Events), regia di Brad Silberling (2004)
- Memorie di una geisha (Memoirs of a Geisha), regia di Rob Marshall (2005)
- Pirati dei Caraibi - La maledizione del forziere fantasma (Pirates of the Caribbean: Dead Man's Chest), regia di Gore Verbinski (2006)
- The Guardian - Salvataggio in mare (The Guardian), regia di Andrew Davis (2006)
- Premonition, regia di Mennan Yapo (2007)
- Blades of Glory - Due pattini per la gloria (Blades of Glory), regia di Will Speck e Josh Gordon (2007)
- Rendition - Detenzione illegale (Rendition), regia di Gavin Hood (2007)
- Non è mai troppo tardi (The Bucket List), regia di Rob Reiner (2007)
- Walk Hard - La storia di Dewey Cox (Walk Hard: The Dewey Cox Story), regia di Jake Kasdan (2007)
- Twilight, regia di Catherine Hardwicke (2008)
- Racconti incantati (Bedtime Stories), regia di Adam Shankman (2008)
- Lo stravagante mondo di Greenberg (Greenberg), regia di Noah Baumbach (2010)
- Wake (Beneath the Dark), regia di Chad Feehan (2010)
- Inception, regia di Christopher Nolan (2010)
- X-Men - L'inizio (X-Men: First Class), regia di Matthew Vaughn (2011)
- John Carter, regia di Andrew Stanton (2012)
- Il cavaliere oscuro - Il ritorno (The Dark Knight Rises), regia di Christopher Nolan (2012)
- Una notte da leoni 3 (The Hangover Part III), regia di Todd Phillips (2013)
- Need for Speed, regia di Scott Waugh (2014)
- Transcendence, regia di Wally Pfister (2014)
- Fury, regia di David Ayer (2014)
- Interstellar, regia di Christopher Nolan (2014)
- The Nice Guys, regia di Shane Black (2016)
- Jason Bourne, regia di Paul Greengrass (2016)
- Suicide Squad, regia di David Ayer (2016)
- Dunkirk, regia di Christopher Nolan (2017)
- Bright, regia di David Ayer (2017)
- Bumblebee, regia di Travis Knight (2018)
- Ad Astra, regia di James Gray (2019)
- Tenet, regia di Christopher Nolan (2020)
- Macbeth (The Tragedy of Macbeth), regia di James Gray (2021)
- Top Gun: Maverick, regia di Joseph Kosinski (2022)
- Nope, regia di Jordan Peele (2022)
- Oppenheimer, regia di Christopher Nolan (2023)

### Televisione
- The Others - serie TV, episodio 1x02 (2000)
- NCIS: Los Angeles - serie TV, episodio 2x01 (2010)
- The Book of Boba Fett - miniserie TV, 7 episodi (2021-2022)
- The Mandalorian - serie TV, episodio 3x08 (2023)
- Ahsoka - miniserie TV, episodio 1x07 (2023)

## Riconoscimenti
- Premio Oscar
  - 2015 - Migliori effetti speciali per Interstellar[5]
  - 2021 - Migliori effetti speciali per Tenet[6]
  - 2023 - Migliori effetti speciali per Top Gun: Maverick[7]
- Premio Emmy
  - 2022 - Migliori effetti speciali in serie per The Book of Boba Fett
  - 2023 - Candidatura ai migliori effetti speciali in una serie per The Mandalorian
- Premi BAFTA
  - 2015 - Migliori effetti speciali per Interstellar
  - 2018 - Candidatura ai migliori effetti speciali per Dunkirk
  - 2021 - Migliori effetti speciali per Tenet
  - 2023 - Candidatura ai migliori effetti speciali per Top Gun: Maverick